# END OF SUMMER
『END OF SUMMER』（エンド オブ サマー）は、O.P.KINGのライブビデオ。

## 収録曲
1. O.P.KINGのテーマ
2. ミサイル畑で雇われて
3. Rock'N'Rollが必要だ
4. OVER
5. ロックン・ロール・タイム
作詞: 舘ひろし、作曲: ジェームス藤木
クールスのカバー曲。
6. ヘイ・ママ・ロックン・ロール
作詞・作曲: 大倉洋一
キャロルのカバー曲。
7. 通り過ぎる夏
8. ずっと穴を掘り続けている
作詞・作曲: YO-KING
YO-KINGのセルフカバー曲。
9. まんをじして
作詞・作曲: 奥田民生
奥田のセルフカバー曲。
10. 夢のリーゼント
作詞・作曲: 大木温之
The ピーズのセルフカバー曲。
11. アイ・ウォナ・ビー・ユア・マン
作詞・作曲: Lennon/McCartney
ビートルズのカバー曲。ドラムの佐藤シンイチロウがリードボーカル。
12. ヒッピー
作詞・作曲: 大木温之
The ピーズのセルフカバー曲。
13. I Want You
作詞・作曲: YO-KING
YO-KINGのセルフカバー曲。
14. イージュー☆ライダー
作詞・作曲: 奥田民生
奥田のセルフカバー曲。
15. BOYS
16. BEAUTIFUL DELILAH
作詞・作曲: Chuck Berry
チャック・ベリーのカバー曲。
17. BAD BOY
18. RIP IT UP〜Ready Teddy
19. Hippy Hippy Shake
20. 人間はもう終わりだ!
作詞・作曲: YO-KING
真心ブラザーズのセルフカバー曲。
21. 悪魔のベイビー
作詞・作曲: 加納秀人・中野良一・青木正行
外道のカバー曲。
22. リトル・チャイルド
作詞・作曲: Lennon/McCartney
ビートルズのカバー曲。
23. O.P.KINGのテーマ
24. O.P.KINGのテーマ（PV）